# Ammannia lanceolata
Ammannia lanceolata är en fackelblomsväxtart som beskrevs av Heyne. Ammannia lanceolata ingår i släktet Ammannia och familjen fackelblomsväxter. Inga underarter finns listade i Catalogue of Life.